# Sericocomopsis welwitschii
Sericocomopsis welwitschii är en amarantväxtart som först beskrevs av John Gilbert Baker, och fick sitt nu gällande namn av Lopr. Sericocomopsis welwitschii ingår i släktet Sericocomopsis och familjen amarantväxter. Inga underarter finns listade i Catalogue of Life.